# Sydney Swans
Der Sydney Swans Football Club ist eine Australian-Football-Mannschaft in Sydney, New South Wales, die in der Australian Football League (AFL) spielt. Die Clubfarben sind rot und weiß.
Der Verein wurde im Jahr 1874 als South Melbourne Football Club gegründet und trat 1897 in die Victorian Football League ein. 1981 zog der Club nach Sydney um und wird seitdem Sydney Swans genannt. Seit Mitte der 1990er Jahre gehören die Swans zu den erfolgreichsten Teams der AFL und hatten einen großen Anteil an der steigenden Popularität des Australian Football in New South Wales, welches traditionell eine Hochburg des Rugby League ist. Ihre Heimspiele tragen die Rot-Weißen entweder im Sydney Cricket Ground oder im ANZ Stadium aus.

## Geschichte
Der im Sommer 1874 gegründete South Melbourne Football Club, damals bekannt unter den Spitznamen "Southeners" oder "Bloods", gehörte anfangs zu den stärksten Teams im Australian Football. In der Victorian Football Association, Vorgängerin der VFL, gewann South Melbourne 1881, 1885 und 1888–1890 fünf Meistertitel. 1897 zählte der Verein zu den Gründungsmitgliedern der Victorian Football League. 1909 und 1918 konnten die ersten Meistertitel in dieser Liga gewonnen werden. Die 1930er zählten zu den erfolgreichsten Jahren der Vereinsgeschichte. Von 1933 bis 1936 erreichte South Melbourne vier Grand Finals in Folge, konnte jedoch nur 1933 auch den Sieg erringen. In dieser Zeit erhielt die Mannschaft den Spitznamen "The Swans", weil viele Spieler aus dem Bundesstaat Western Australia für den Verein aktiv waren, dessen Wappentier ein Schwan ist. 1945 wurde letztmals ein Grand Final erreicht, welches in einem brutalen Spiel gegen die Carlton Blues verloren ging. Danach folgte eine über Jahrzehnte andauernde Periode des sportlichen Niedergangs. Demografische Veränderungen innerhalb Melbournes ließen die traditionellen Rekrutierungsbezirke für Spieler und Fans der Swans massiv schrumpfen. Für die Verpflichtung hochklassiger auswärtiger Spieler fehlten die finanziellen Mittel. Zwischen 1945 und 1981 erreichte South Melbourne nur zweimal die K.O.-Runde. Der Verein lag finanziell und sportlich derart am Boden, dass eine Veränderung unvermeidlich erschien.
1981 entschieden die Swans, alle ihre Heimspiele in Sydney auszutragen. Die VFL unterstützte diese Pläne, da man seit längerem beabsichtigte, Teams in den Bundesstaaten New South Wales und Queensland zu installieren, wo Australian Football traditionell im Schatten von Rugby League und Rugby Union stand. Trotz massiven Widerstandes konnten die Fans aus South Melbourne nicht verhindern, dass aus dem temporären Umzug ein dauerhafter wurde, auch weil die Spieler sich dafür aussprachen, den Club vollständig nach Sydney überzusiedeln. Ab 1983 wurde der Verein offiziell in Sydney Swans umbenannt. Nach vielversprechenden Anfängen fielen die Swans jedoch auch in ihrer neuen Heimat abermals in ein sportliches und finanzielles Loch. Von 1992 bis 1994 "gewann" Sydney als Tabellenletzter dreimal in Folge den Wooden spoon, der Zuschauerschnitt fiel unter 10.000. Ab dem Jahr 1995 wendete sich das Blatt. Um den neuverpflichteten Superstar Tony Lockett konnten die Swans ein Spitzenteam aufbauen und schließlich 1996 nach 51 Jahren endlich wieder in ein Grand Final einziehen, welches jedoch gegen die North Melbourne Kangaroos verloren ging. In den folgenden Jahren wurden die Swans wieder zum Stammgast in den Finals. 2005 wurde schließlich die 72-jährige Durststrecke beendet und durch einen 58:54-Finalsieg gegen die West Coast Eagles endlich wieder der Meistertitel errungen. Es war zugleich der erste AFL-Meistertitel, der nach New South Wales ging. 2006 gelang der erneute Einzug ins Grand Final, in welchem sich die Eagles jedoch für ihre Niederlage revanchieren konnten. 2012 und 2014 erfolgten weitere Grand Finals, dieses Mal gegen die Hawthorn Hawks. 2012 gewannen die Swans mit 91:81 und holten den zweiten Titel nach Sydney, während 2014 die Hawks mit 137:74 mehr als deutlich die Oberhand behielten. 2016 beendete Sydney die Regular Season zwar auf dem ersten Platz, unterlag jedoch im Grand Final den Western Bulldogs sensationell mit 67:89.

## Fans
Bis 2012 waren die Swans der einzige AFL-Club in Sydney und haben eine dementsprechend große Zielgruppe. Allerdings ist Australian Football in Sydney noch immer längst nicht so populär wie beispielsweise in Melbourne. Die aktuelle Mitgliederzahl von rund 40.000, bei einem respektablen Zuschauerschnitt von 32.500, kann sich jedoch durchaus sehen lassen. Die Swans pflegen intensive Rivalitäten zu den West Coast Eagles, den Brisbane Lions, sowie in jüngster Zeit zu den Greater Western Sydney Giants.

## Erfolge
- VFL-Meisterschaften als South Melbourne (3): 1909, 1918, 1933
- AFL-Meisterschaften als Sydney Swans (2): 2005, 2012